# Presidente de Birmania
El presidente de Birmania es el jefe de Estado de Birmania. Es designado por el Parlamento de acuerdo con el dictamen que haga la Comisión Electoral Presidencial conformada por representantes de ambas cámaras del Parlamento y del Ejército quienes postulan tres nombres, el nombre con mayor cantidad de votos se convierte en el presidente y los otros dos pasan a ser sus vicepresidentes. El actual presidente es Myint Swe.

## Requisitos
Según la Constitución de Birmania  son requisitos para ser Presidente:
- Ser leal a la Unión y sus ciudadanos.
- Ser birmano de nacimiento e hijo de ambos padres birmanos.
- Tener al menos 45 años de edad.
- Ser versado en asuntos de política, administración, economía y milicia.
- Ser residente permanente de Birmania por a menos 20 años antes de su elección, salvo en caso de haber ejercido un cargo oficial en otro país.
- Ni él ni su cónyuge o hijos pueden ser ciudadanos de otro país.

Se considera que este último requisito fue establecido a propósito por el saliente gobierno militar para impedir la ascensión de la activista por los derechos humanos y opositora al régimen Aung San Suu Kyi, cuyo partido obtuvo mayoría en las elecciones de 2015. No obstante Kyi fue nombrada jefa de gobierno.

## Lista
| Unión de Birmania (1948–1974)                                | Unión de Birmania (1948–1974) | Unión de Birmania (1948–1974) | Unión de Birmania (1948–1974) | Unión de Birmania (1948–1974) | Unión de Birmania (1948–1974) | Unión de Birmania (1948–1974)                       | Unión de Birmania (1948–1974) | Unión de Birmania (1948–1974) |
| N.º                                                          | N.º                           | Nombre (Nacimiento–Muerte)    | Nombre (Nacimiento–Muerte)    | Inicio                        | Final                         | Partido                                             |                               |                               |
| ------------------------------------------------------------ | ----------------------------- | ----------------------------- | ----------------------------- | ----------------------------- | ----------------------------- | --------------------------------------------------- | ----------------------------- | ----------------------------- |
| Presidentes de la Unión                                      |                               |                               |                               |                               |                               |                                                     |                               |                               |
|                                                              | 1                             | Sao Shwe Thaik (1894–1962)    |                               | 4 de enero de 1948            | 16 de marzo de 1952           | Liga Popular Antifascista por la Libertad           |                               |                               |
|                                                              | 2                             | Ba U (1887–1963)              |                               | 16 de marzo de 1952           | 13 de marzo de 1957           | Liga Popular Antifascista por la Libertad           |                               |                               |
|                                                              | 3                             | Win Maung (1916–1989)         |                               | 13 de marzo de 1957           | 2 de marzo de 1962            | Liga Popular Antifascista por la Libertad           |                               |                               |
| Presidente del Consejo Revolucionario de Unión               |                               |                               |                               |                               |                               |                                                     |                               |                               |
|                                                              |                               | Ne Win (1911–2002)            |                               | 2 de marzo de 1962            | 2 de marzo de 1974            | Partido del Programa Socialista de Birmania         |                               |                               |
| República Socialista de la Unión de Birmania (1974–1988)     |                               |                               |                               |                               |                               |                                                     |                               |                               |
| Presidentes de la República                                  |                               |                               |                               |                               |                               |                                                     |                               |                               |
|                                                              | 4                             | Ne Win (1911–2002)            |                               | 2 de marzo de 1974            | 9 de noviembre de 1981        | Partido del Programa Socialista de Birmania         |                               |                               |
|                                                              | 5                             | San Yu (1918–1996)            |                               | 9 de noviembre de 1981        | 27 de julio de 1988           | Partido del Programa Socialista de Birmania         |                               |                               |
|                                                              | 6                             | Sein Lwin (1923–2004)         |                               | 27 de julio de 1988           | 12 de agosto de 1988          | Partido del Programa Socialista de Birmania         |                               |                               |
|                                                              | —                             | Aye Ko (1921–2006) Interino   |                               | 12 de agosto de 1988          | 19 de agosto de 1988          | Partido del Programa Socialista de Birmania         |                               |                               |
|                                                              | 7                             | Maung Maung (1925–1994)       |                               | 19 de agosto de 1988          | 18 de septiembre de 1988      | Partido del Programa Socialista de Birmania         |                               |                               |
| Unión de Myanmar (1988–2011)                                 |                               |                               |                               |                               |                               |                                                     |                               |                               |
| Presidente del Consejo de Estado para la Paz y el Desarrollo |                               |                               |                               |                               |                               |                                                     |                               |                               |
|                                                              |                               | Saw Maung (1928–1997)         |                               | 18 de septiembre de 1988      | 23 de abril de 1992           | Militar                                             |                               |                               |
|                                                              |                               | Than Shwe (1933–)             |                               | 23 de abril de 1992           | 30 de marzo de 2011           | Militar                                             |                               |                               |
| República de la Unión de Myanmar (2011–2021)                 |                               |                               |                               |                               |                               |                                                     |                               |                               |
| Presidentes de la República                                  |                               |                               |                               |                               |                               |                                                     |                               |                               |
|                                                              | 8                             | Thein Sein (1945–)            |                               | 30 de marzo de 2011           | 30 de marzo de 2016           | Partido de la Unión, la Solidaridad y el Desarrollo |                               |                               |
|                                                              | 9                             | Htin Kyaw (1946–)             |                               | 30 de marzo de 2016           | 21 de marzo de 2018           | Liga Nacional para la Democracia                    |                               |                               |
|                                                              | -                             | Myint Swe (1951–2025)         |                               | 21 de marzo de 2018           | 30 de marzo de 2018           | Partido de la Unión, la Solidaridad y el Desarrollo |                               |                               |
|                                                              | 10                            | Win Myint (1946–)             |                               | 30 de marzo de 2018           | 1 de febrero de 2021          | Liga Nacional para la Democracia                    |                               |                               |
|                                                              | -                             | Myint Swe (1951–2025)         |                               | 1 de febrero de 2021          | 22 de julio de 2024           | Partido de la Unión, la Solidaridad y el Desarrollo |                               |                               |
|                                                              |                               | Min Aung Hlaing (1956–)       |                               | 22 de julio de 2024           | Presente                      | Militar                                             |                               |                               |